# Leila Lopes
Leila Luliana Lopes da Costa Vieira (ur. 26 lutego 1986 w Bengueli) – angolska modelka. Zwyciężczyni konkursu Miss Universe 2011.

## Życiorys
Leila Luliana da Costa Lopes Vieira urodziła się 26 lutego 1986 w miejscowości Benguela w Angoli. Studiowała zarządzanie przedsiębiorstwem na Uniwersytecie Campus Suffolk w Ipswich w Anglii.

## Tytuły
- Miss Angola UK 2010 - zdobyła w dniu 8 października 2010
- Miss Angola 2010 - zdobyła w dniu 18 grudnia 2010
- Miss Universe 2011 - w Brazylii 12 września 2011.